# Michel de Klerk
Michel de Klerk (24. listopadu 1884, Amsterdam – 24. listopadu 1923, Amsterdam) byl nizozemský architekt. Byl jedním ze spoluzakladatelů Amsterdamské školy.

## Život
Narodil se 24. listopadu 1884 v Amsterdamu do židovské rodiny.
Na počátku své kariéry pracoval pro další architekty, mimo jiné pro Eduarda Cuyperse. Nějakou dobu zaměstnával také architekta Liema Bwana Tjie. Ten se později stal průkopníkem amsterodamské školy a moderní architektury.
Během života nakreslil spoustu návrhů budov. Zrealizována byla pouze část z nich. Jeho nejznámější stavba Het Schip se nachází v Amsterdamu.
Zemřel 24. listopadu 1923 v Amsterdamu.

## Dílo

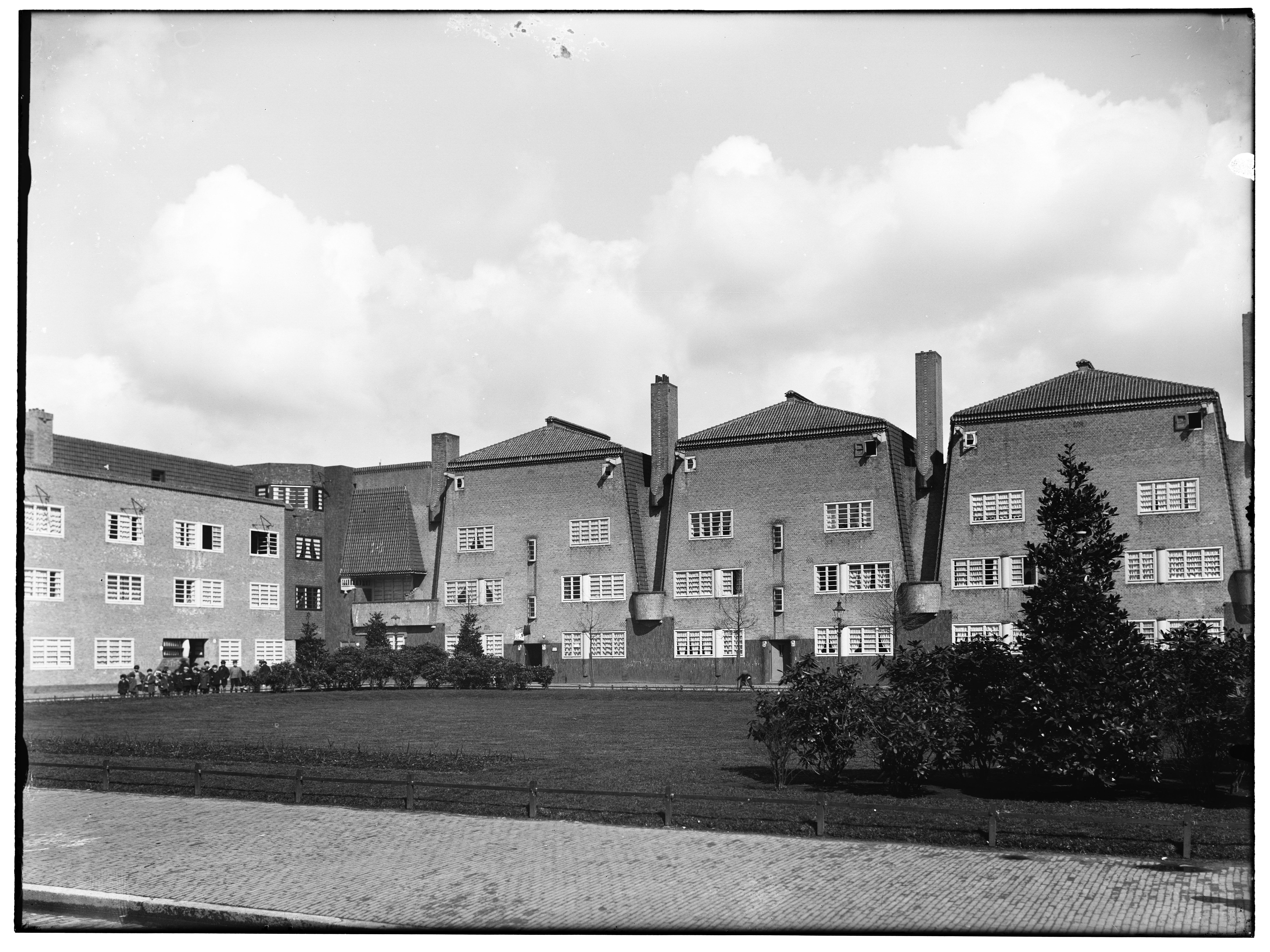
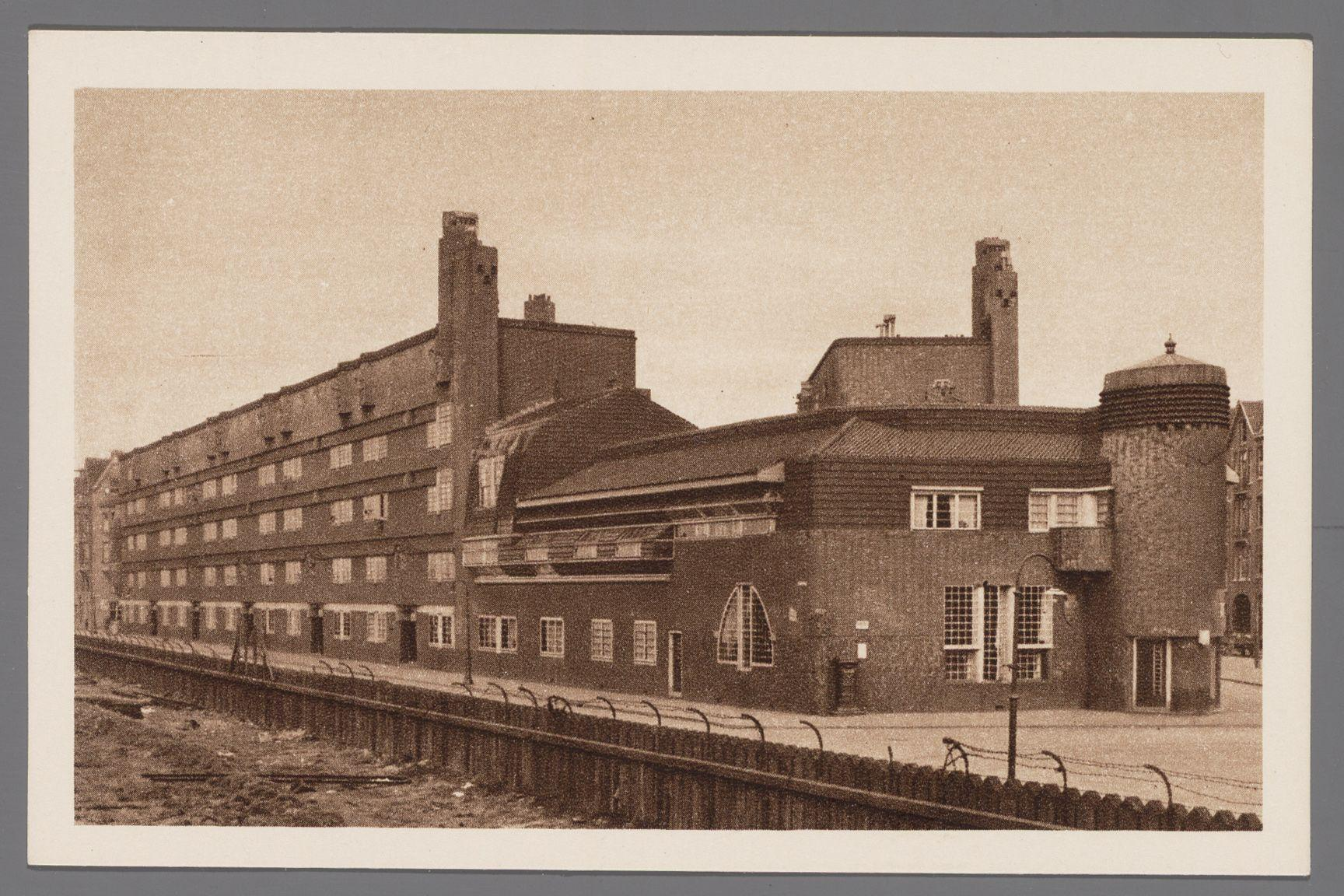
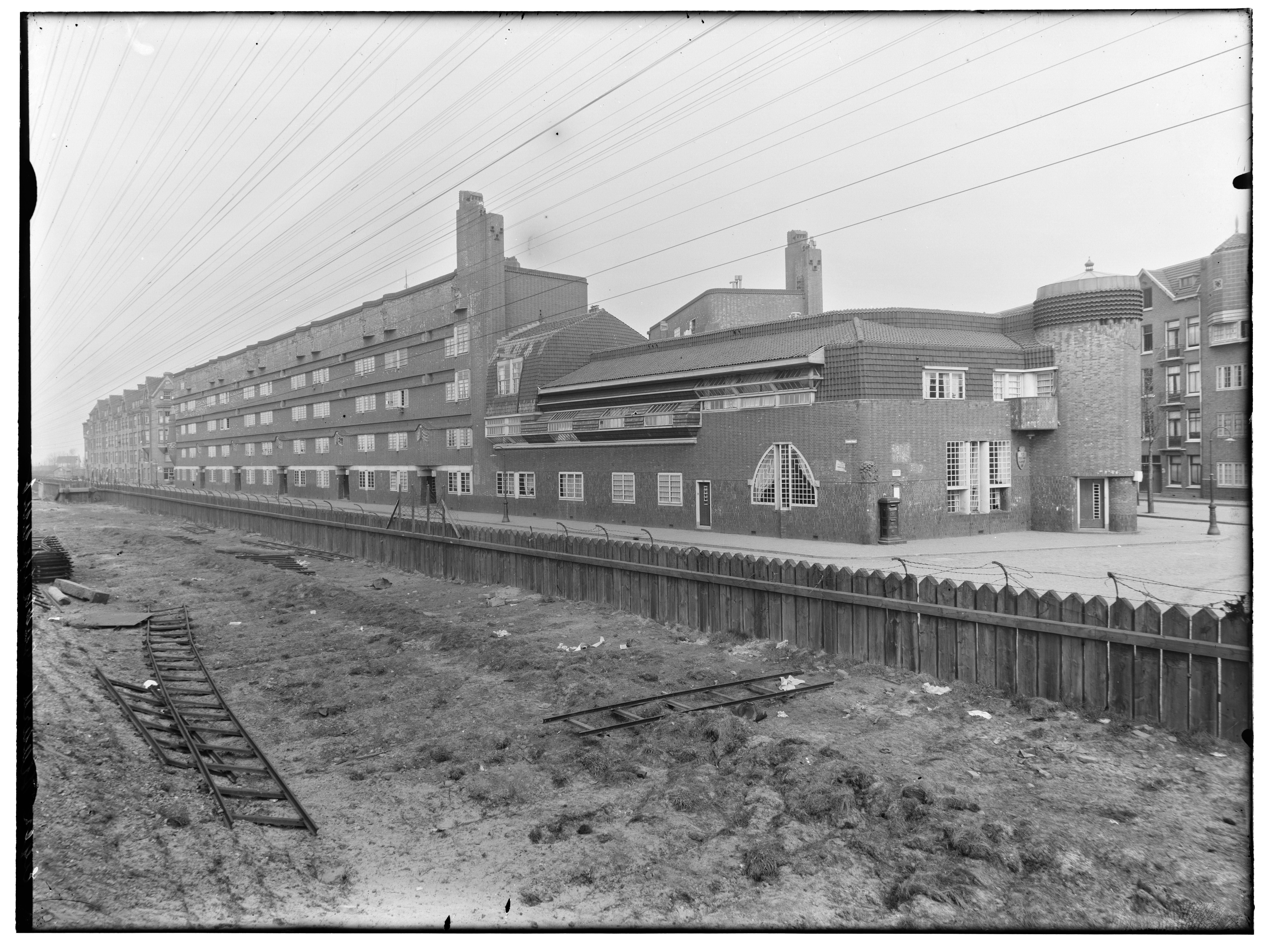
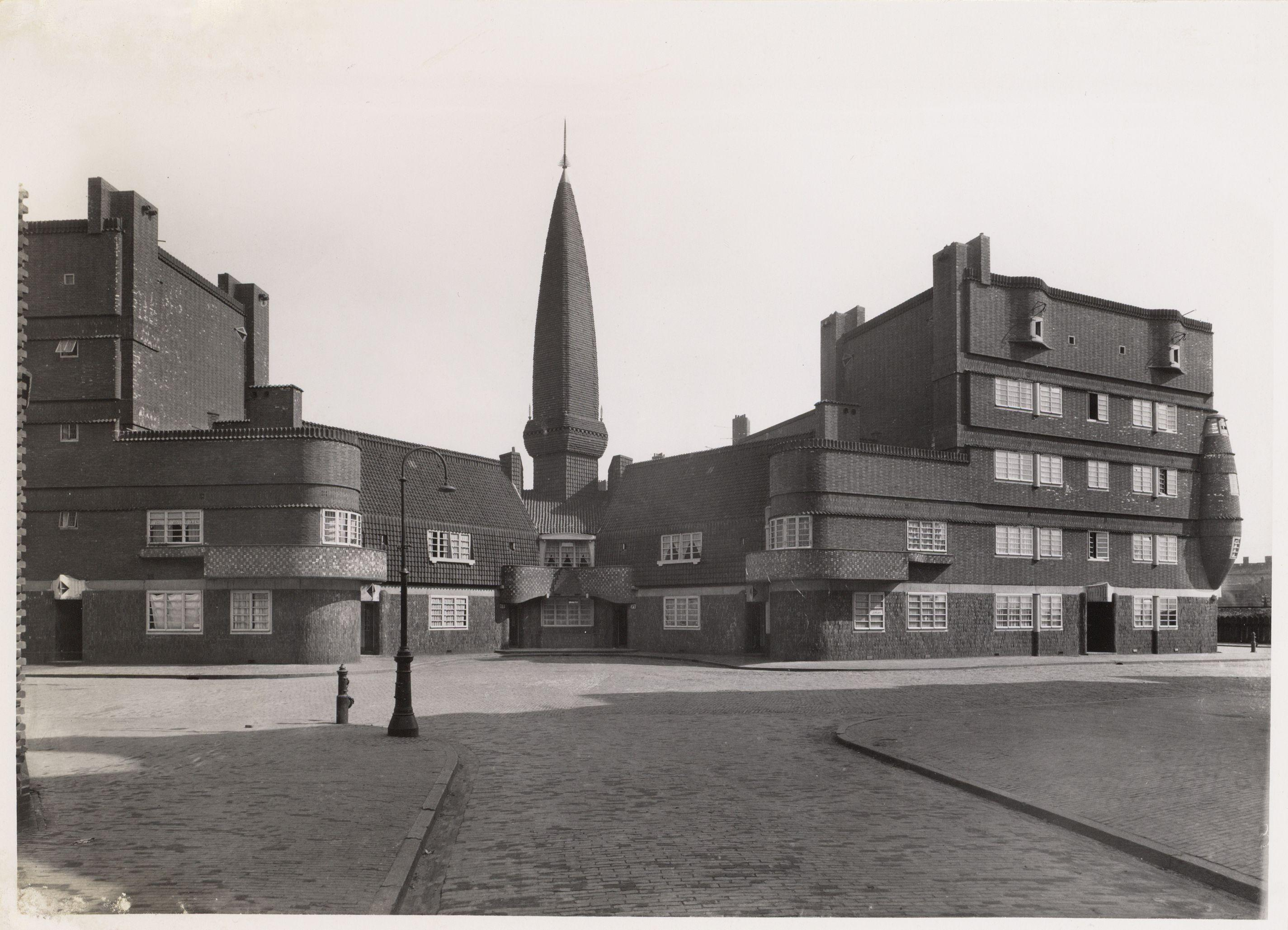
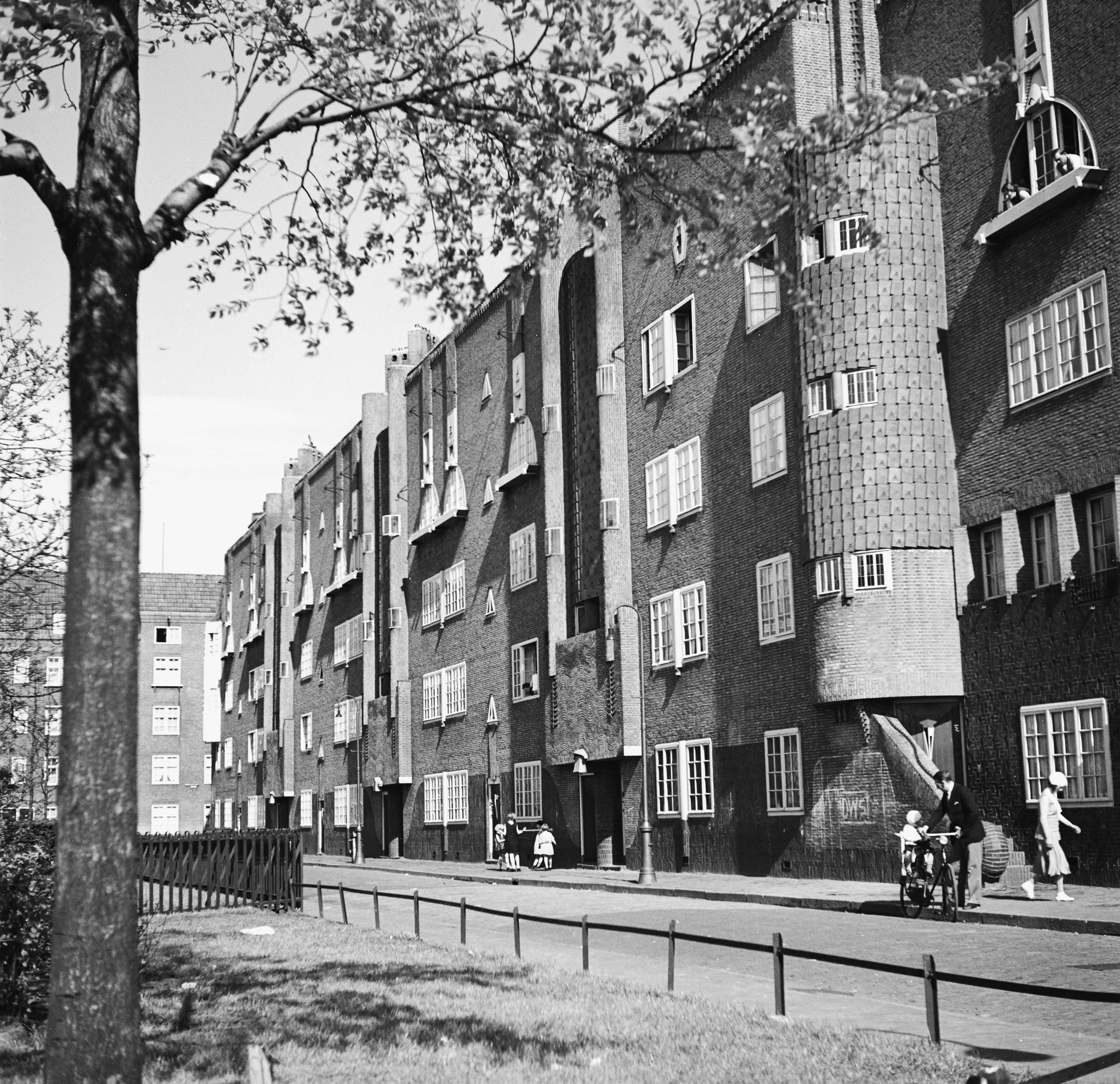